# Statue colossale de Claude
La statue colossale de Claude se trouve au Musée Gregoriano profano au Vatican et provient des fouilles du théâtre de la cité étrusque Caere. Bien qu’elle n’ait ni bras ni jambes, elle a une hauteur de 1,57 mètre.

## Histoire et description
La statue a été découverte dans les vestiges du théâtre de Caere, localisation qui s'accorde avec une représentation solennelle de l'empereur trônant dans l'édifice de spectacle. La majorité des représentations sculptées de Claude sont du même type, en costume de Jupiter, nu ou à demi nu, debout ou assis sur un trône.
La datation avancée est celle de la censure de l'empereur Claude en l'an 47, qui accorda des provisions aux villes étrusques qui, de leur côté, auraient pu remercier l'empereur et ériger le monument actuel. 
L'empereur est représenté dans la pose de Jupiter Capitolin, assis sur un trône, torse nu et coiffé d'une couronne de chêne, dite couronne civique, reconnaissable par ses glands. Une tête de Claude issue de la même fouille, où ont été retrouvés de nombreux portraits de personnages de la dynastie julio-claudienne, se trouve aujourd'hui dans le Ny Carlsberg Glyptotek de Copenhague. 
La tête de la statue du Vatican montre les signes de l'âge (le prince avait plus de cinquante ans), elle a une forme triangulaire accentuée et une expression voilée de mélancolie, en particulier pour les petits yeux froncés. Le nez est large et uniforme, la bouche fine est encadrée par de profondes rides sur les joues. L’exécution précise a permis de constater un retour aux formes baroques hellénistiques, qui ont culminé dans la seconde moitié du Ier siècle de notre ère. Les cheveux, cependant, semblent être simplifiés et c'est l'élément principal qui les différencie des modèles similaires du premier siècle avant notre ère. (on parle donc de néo-baroque). 
Les reliefs avec des représentations de héros éponymes et de divinités protectrices du XV populi Etruriae proviennent du trône de cette statue.

## Plus d'images

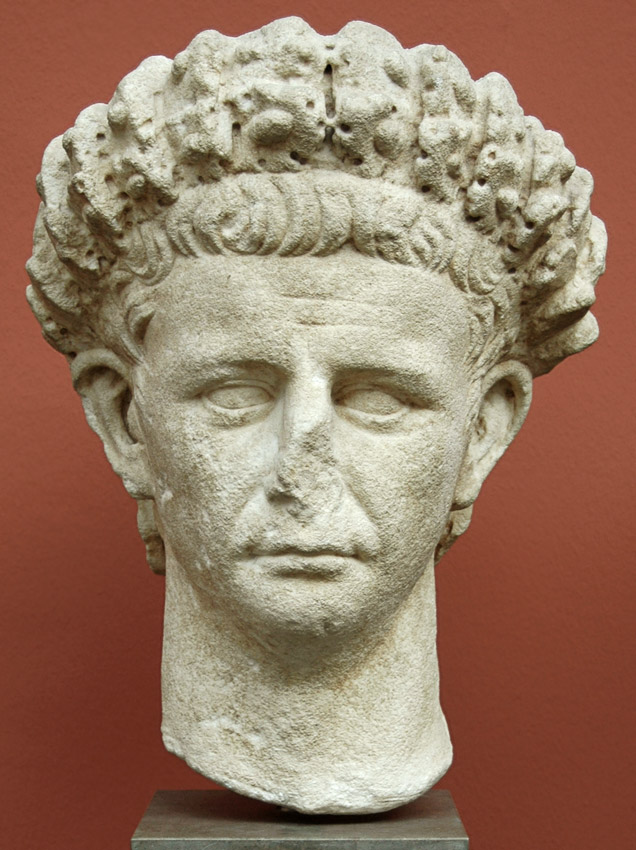
La tête de Copenhague
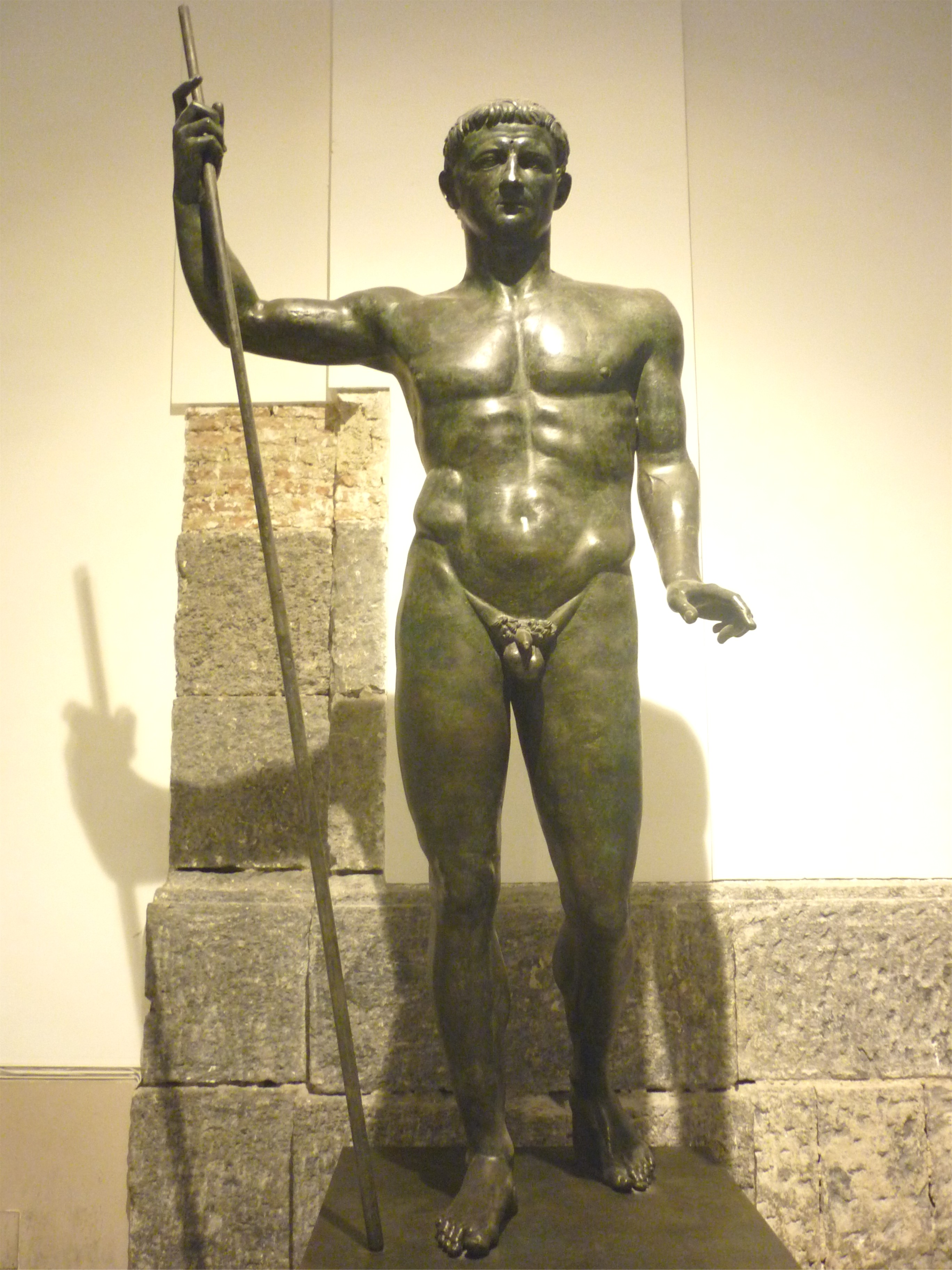
Claude debout, bronze provenant du théâtre d'Herculanum
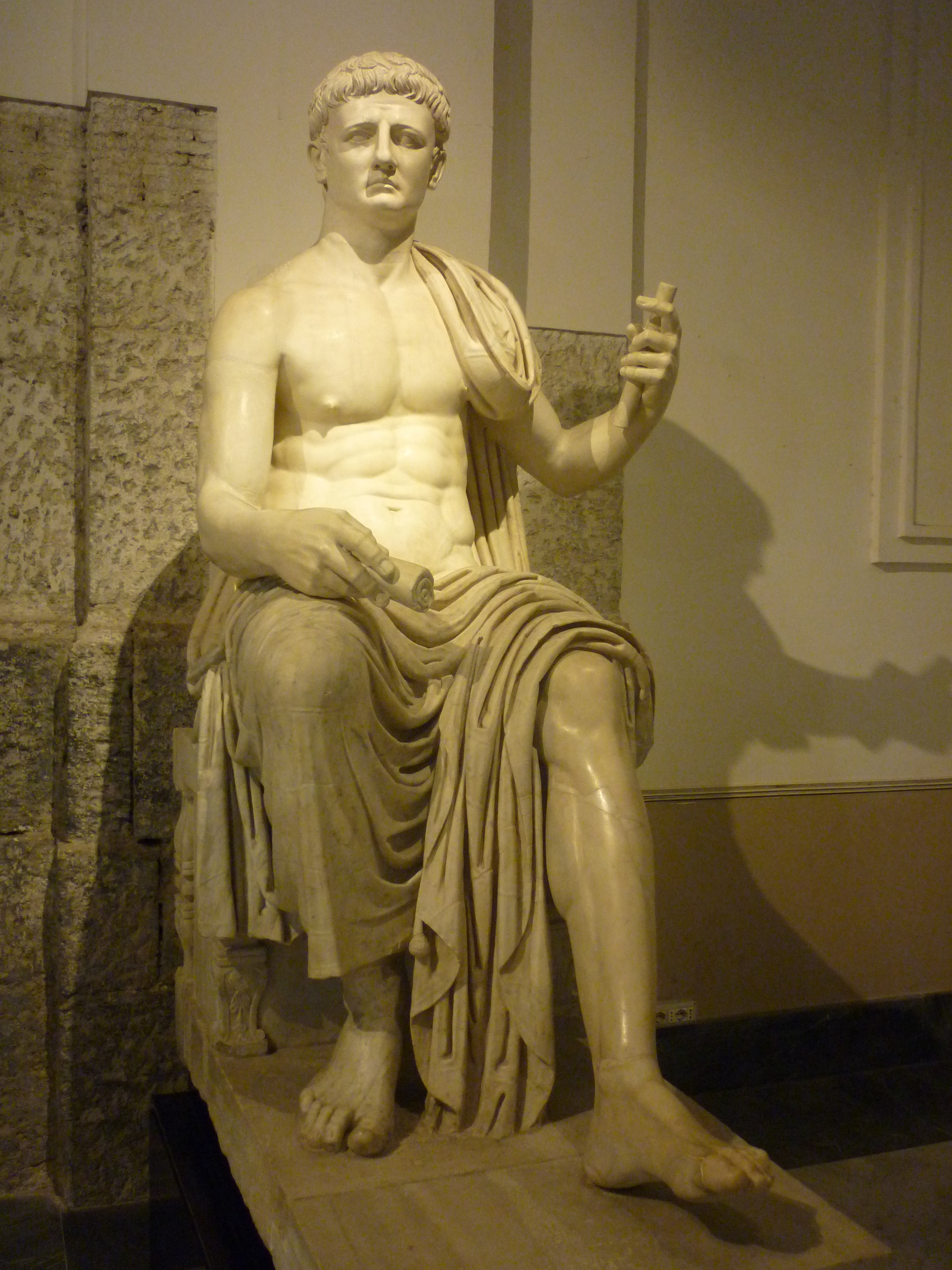
Claude assis, provenant de l'Augusteum d'Herculanum
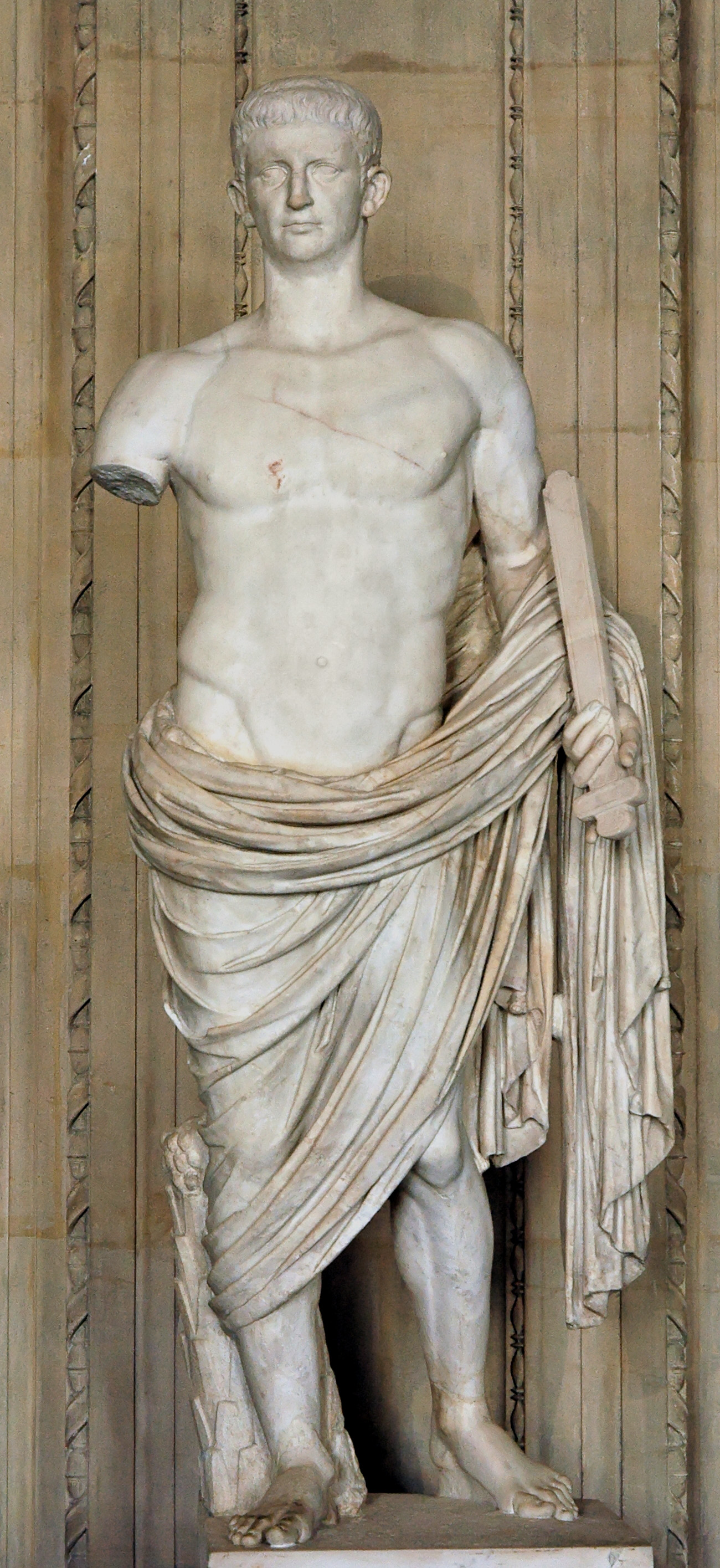
Claude en nudité héroïque